# Miladini
 Miladini  falu Horvátországban Zágráb megyében. Közigazgatásilag Jasztrebarszkához tartozik.

## Fekvése
Zágrábtól 32 km-re délnyugatra, községközpontjától 5 km-re északnyugatra fekszik. 

## Története
A település nevét egykori birtokosáról a Miladin családról kapta.
1857-ben 139, 1910-ben 129 lakosa volt. Trianon előtt Zágráb vármegye Jaskai járásához tartozott. 2001-ben 73 lakosa volt.

## Lakosság
| Lakosság változása | Lakosság változása | Lakosság változása | Lakosság változása | Lakosság változása | Lakosság változása | Lakosság változása | Lakosság változása | Lakosság változása | Lakosság változása | Lakosság változása | Lakosság változása | Lakosság változása | Lakosság változása | Lakosság változása |
| ------------------ | ------------------ | ------------------ | ------------------ | ------------------ | ------------------ | ------------------ | ------------------ | ------------------ | ------------------ | ------------------ | ------------------ | ------------------ | ------------------ | ------------------ |
| 1857               | 1869               | 1880               | 1890               | 1900               | 1910               | 1921               | 1931               | 1948               | 1953               | 1961               | 1971               | 1981               | 1991               | 2001               |
| 139                | 135                | 135                | 162                | 144                | 129                | 105                | 105                | 97                 | 105                | 111                | 103                | 85                 | 79                 | 73                 |

## Külső hivatkozások
Jasztrebaszka város hivatalos oldala